# انجمن اتیسم ایران
انجمن خیریه اتیسم ایران که با نام انجمن اتیسم ایران و سرواژه IAA (به انگلیسی: Iran Autism Association) نیز شناخته می‌شود، یک سازمان مردم‌نهاد فعال در حوزه طیف اوتیسم در ایران است. این انجمن در سال ۱۳۹۲ شمسی تأسیس شد و دفتر مرکزی آن در تهران قرار دارد.